# Грицики
Для села Грицики див. Грицики (Красилівський район)
Грицики (Capsella) — рід трав'янистих однорічних і дворічних рослин з родини капустяних (Brassicaceae).

## Опис
Терофіт. Однорічні бур'яни з прикореневою розеткою. Чашолистки прямостоячі. Пелюстки білі, білувато-жовті, червонуваті, цілі або тільки ледве виїмчасті. Плід — стручечок, стиснутий в одному напрямку з боків. Стручечки — трикутно-обернено-яйцеподібні. Стулки без крилатої облямівки. Стовпчик дуже короткий. Гнізда стручечка багатонасінні.

## Види
Деякі сучасні автори обмежують рід грициків трьома видами: Capsella bursa-pastoris, Capsella rubella і Capsella grandiflora. За іншими уявленнями, в роді близько 25 видів, з них в Україні росте три види.
- Capsella abscissa
- Capsella andreana
- Capsella australis
- Capsella austriaca
- Capsella bursa-pastoris (Грицики звичайні)
- Capsella divaricata
- Capsella draboides
- Capsella gracilis
- Capsella humistrata
- Capsella hybrida
- Capsella hyrcana
- Capsella integrifolia
- Capsella lycia
- Capsella mexicana (syn. Bursa mexicana)
- Capsella pillosula
- Capsella pubens
- Capsella puberula
- Capsella rubella
- Capsella schaffneri (syn. Asta schaffneri)
- Capsella stellata
- Capsella tasmanica
- Capsella thomsoni
- Capsella thracica
- Capsella viguieri
- Capsella villosula